# アル・リオ

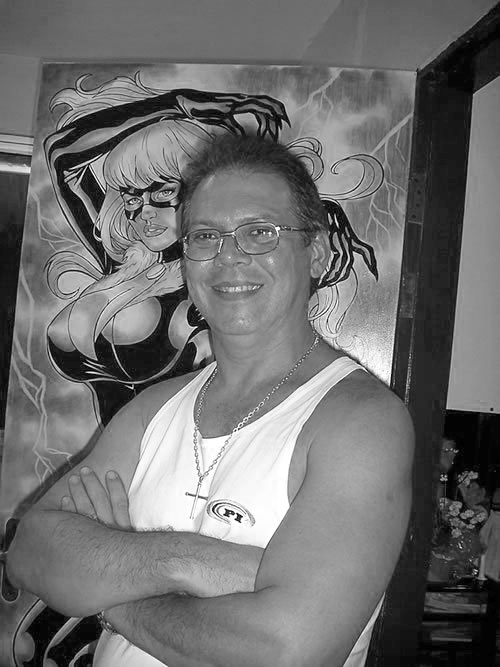
アル・リオ

アル・リオ（ポルトガル語: Al Rio、本名：アルバロ・アラウジョ・ロウレンソ・ド・リオ(Álvaro Araújo Lourenço do Rio)、1962年5月19日 – 2012年1月31日）はブラジルの漫画家。
ブラジル北東部のセアラー州フォルタレザで生まれ、1990年代にリオデジャネイロで創作活動を始めた。官能的な女性を描いた漫画で知られる。2012年に自殺した。